# Linognathoides pectinifer
Linognathoides pectinifer är en insektsart som först beskrevs av Neumann 1909.  Linognathoides pectinifer ingår i släktet Linognathoides och familjen ledlöss. Inga underarter finns listade i Catalogue of Life.